# Ansaldo A.300
Ansaldo A.300 – włoski samolot wywiadowczo-bombowy, zaprojektowany i zbudowany w 1919 roku w Gio Ansaldo w Genui.

## Historia

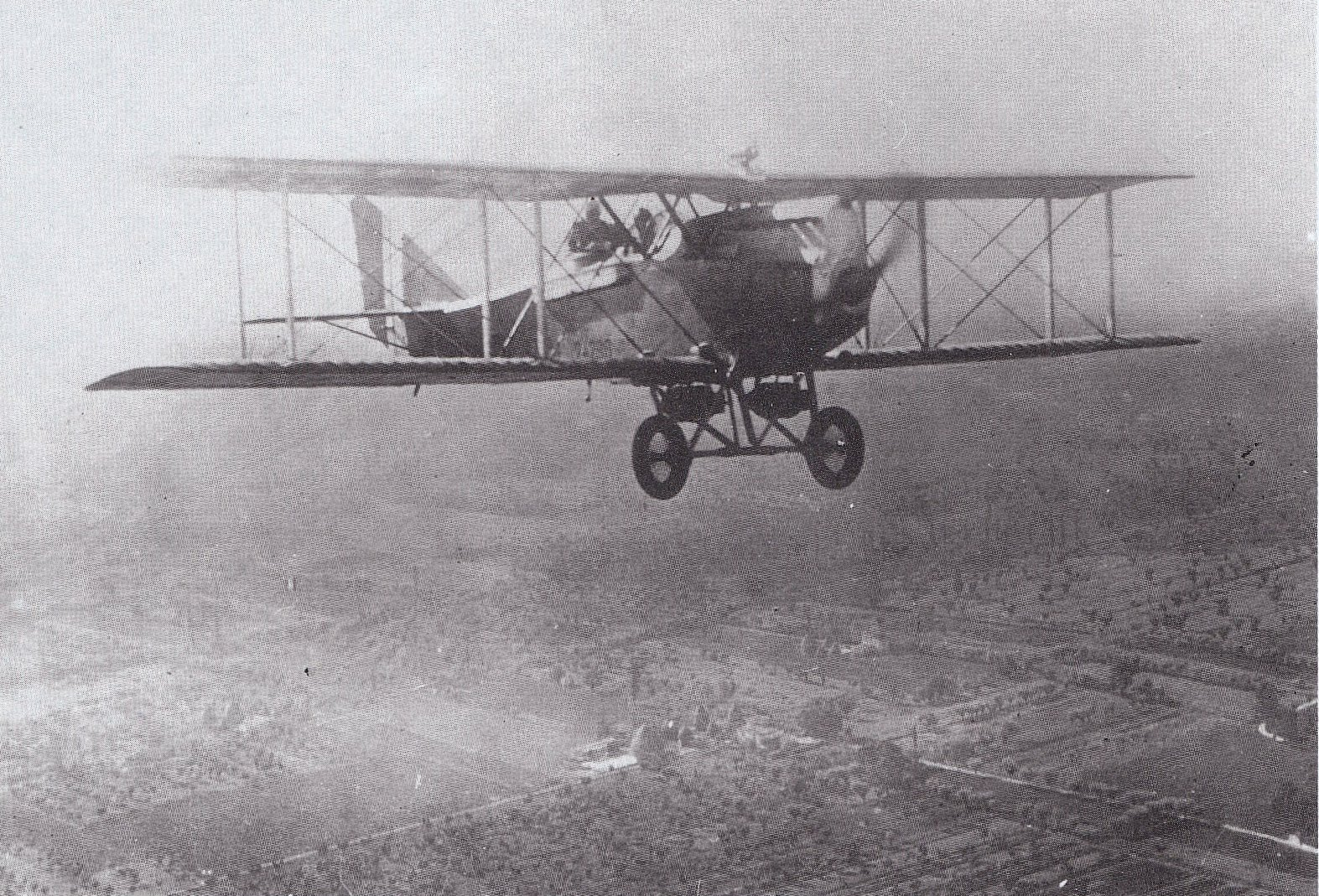
Ansaldo A.300 w locie

Pod koniec 1918 roku włoski inż. Emilio Verduzzio z wytwórni lotniczej Gio Ansaldo w Genui opracował projekt nowego samolotu wywiadowczo-bombowego opartego na konstrukcji budowanego seryjnie samolotu wywiadowczego Ansaldo SVA-10, który oznaczono Ansaldo A.300.
Prototyp zbudowano i oblatano w pierwszej połowie 1919 roku. Podobnie jak samolot Ansaldo SVA-10, miał on konstrukcję drewnianą. Kadłub o konstrukcji kratownicowej drewnianej, pokryty sklejką, mieścił z przodu silnik rzędowy osłonięty w tej części blachą aluminiową. Za silnikiem znajdowały się jedna za drugą odkryte kabiny pilota i obserwatora. Płaty były drewniane, prostokątne i pokryte płótnem. Były one usztywnione stojakami z rur stalowych o przekroju kropelkowym i cięgnami stalowymi.
Po przeprowadzeniu prób w locie i wprowadzeniu niezbędnych poprawek w drugiej połowie 1919 roku uruchomiono seryjną produkcję samolotu Ansaldo A.300. Na początku wyprodukowano niedużą serię dwumiejscowych samolotów Ansaldo A.300-2, a następnie 90 samolotów trzymiejscowych Ansaldo A.300-3. Na początku 1922 roku oblatano prototyp ulepszonej wersji dwumiejscowej oznaczonej jako Ansaldo A.300-4. W późniejszym okresie produkowano także wersje A.300-5 i A.300-6, głównie na eksport.
Łącznie wyprodukowano 700 samolotów Ansaldo A.300 wszystkich wersji.

## Produkcja samolotu w Polsce
W związku z zakupieniem licencji na budowę samolotu Ansaldo A.300 Główny Urząd Zaopatrzenia Armii w dniu 14 lutego 1920 roku zawarł umowę z Zakładami Mechanicznymi E. Plage i T. Laśkiewicz na budowę m.in. 200 samolotów Ansaldo A.300-2, przy czym silniki do tych samolotów miało dostarczyć włoskie przedsiębiorstwo FIAT. Samolot wzorcowy przyprowadziła lotem z Włoch do Polski załoga: pilot por. Ludomił Rayski (późniejszy Dowódca Lotnictwa) i inż. Witold Rumbowicz.
Zgodnie z tą umową jesienią 1920 roku przystąpiono do produkcji 25 samolotów A.300-2. Pierwszy samolot tego typu wyprodukowany w Polsce oblatał w dniu 21 czerwca 1921 roku zaproszony specjalnie w tym celu przez dyrektora zakładów inż. Witold Rumbowicza – znany pilot doświadczalny Adam Haber-Włyński. Oblot był pomyślny. Seria ta wzorowana była na samolotach sprowadzonych z Włoch.
W 1922 roku w Zakładach Mechanicznych E. Plage i T. Laśkiewicz przystąpiono do budowy ulepszonej dwumiejscowej wersji samolotu Ansaldo A.300-4, w której lotki umiejscowiono tylko na dolnym płacie, zastosowano nieco inną obudowę silnika, chłodnicę o dużym współczynniku oporu zastąpiono dwiema chłodnicami beczkowymi typu Lamblin oraz wprowadzono podwozie o lepszej konstrukcji. Nowa konstrukcja była przystosowana do zabudowy radiostacji pokładowej i aparatu fotograficznego. Jednak niezgodna z dokumentacją włoską technologia produkcji płatowca w Polsce doprowadziła do serii tragicznych katastrof w trakcie normalnej eksploatacji w wojsku. Przyczyną katastrof były stalowe okucia lutowane mosiądzem. W wyniku nieprawidłowego procesu lutowania palnikiem acetylenowo-tlenowym z powodu zbyt wysokiej temperatury płomienia dochodziło do dyfuzji cynku (z lutu mosiężnego) do stali, co było przyczyną kruchości okuć – według technologii licencjodawcy okucia powinny być lutowane gazem świetlnym o niższej temperaturze płomienia. Do tego awaryjne i niepewne w pracy były silniki sprowadzone z Włoch. To, oraz brak doświadczenia wytwórni Plage i Laśkiewicz w produkcji lotniczej i brak właściwej kontroli w procesie produkcji, przyczyniło się do szeregu poważnych awarii, przymusowych lądowań i wspomnianych katastrof tych samolotów. Z tego powodu samoloty nosiły miano „latających trumien”. W związku z tym stanem rzeczy pod koniec 1923 roku po zbudowaniu w Polsce 50 samolotów Ansaldo A.300 wstrzymano ich produkcję.

## Użycie w lotnictwie
Samoloty wywiadowczo-bombowe Ansaldo A.300 były używane w lotnictwie Włoch, Belgii, Hiszpanii, Węgier, Turcji oraz Polski.
Ostatnie egzemplarze zostały wycofane z użycia w 1940 roku.

### Użycie w lotnictwie polskim
W 1919 roku polska misja zakupów przebywająca we Włoszech zainteresowała się produkowanymi przez przedsiębiorstwo Gio Ansaldo w Genui samolotami: samolotem myśliwskim Ansaldo A.1 Balilla i nowym samolotem wywiadowczo-bombowym Ansaldo A.300.
W kwietniu 1920 roku Główny Urząd Zaopatrzenia Armii zawarł umowę z wytwórnią Gio Ansaldo na dostawę 30 samolotów Ansaldo A.300 do Polski, jednocześnie zakupiono licencję na budowę ich w Polsce.
Pierwszym z zakupionych we Włoszech samolotów Ansaldo A.300-2 przyleciała z Włoch przez Alpy, Francję i Niemcy do Polski w sierpniu 1920 roku załoga por. pil. Ludomił Rayski i inż. Witold Rumbowicz. Pozostałe 29 samolotów w wersjach A.300-2 i A.300-3 dostarczono do Polski pod koniec 1920 roku i w 1921 roku.
Samoloty Ansaldo A.300 od 1922 roku były na wyposażeniu eskadr treningowych, a od lata 1923 roku znajdowały się na wyposażeniu dywizjonu liniowego 2 pułku lotniczego w Krakowie. Po przeprowadzeniu dochodzenia w sprawie licznych awarii i katastrof tych samolotów, w sierpniu 1924 roku wydano zakaz lotów na tych samolotach.
W 1926 roku wycofano je z jednostek lotniczych i przekazano do kasacji.

## Opis konstrukcji
Samolot Ansaldo A.300-4 był dwumiejscowym samolotem wywiadowczo-bombowym, dwupłatem o konstrukcji drewnianej. Podwozie klasyczne – stałe. Napęd – 1 silnik rzędowy, śmigło dwułopatowe, drewniane.
Uzbrojenie:
- 2 karabiny maszynowe Vickers kal. 7,7 mm – stałe, zsynchronizowane
- 2 karabiny maszynowe Lewis kal. 7,7 mm – ruchome na obrotnicy w kabinie obserwatora
- 12–18 bomb o łącznej masie 191 kg